# Parque Nacional Constitución de Mil Ochocientos Cincuenta y Siete
Parque Nacional Constitución de Mil Ochocientos Cincuenta y Siete är en nationalpark i Mexiko.   Den ligger i delstaten Baja California, i den nordvästra delen av landet, 2 200 km nordväst om huvudstaden Mexico City. Parque Nacional Constitución de Mil Ochocientos Cincuenta y Siete ligger 1 664 meter över havet. Arean är 5,0 kvadratkilometer.